# Darryl Duffy
Darryl Alexander Duffy, né le 16 avril 1984, est un footballeur écossais, jouant actuellement au Stranraer FC.

## Biographie
Lors de la saison 2004-2005, il termine champion et meilleur buteur du championnat de deuxième division écossaise avec 17 buts, alors qu'il joue avec le Falkirk Football Club.
Il est lors de la saison 2007-2008 champion de troisième division anglaise avec Swansea City.
Lors de la saison 2013-2014 du championnat indien, il termine troisième avec son club de Salgaocar SC. Il est co-meilleur buteur du championnat avec 14 buts, en compagnie de Sunil Chhetri et de Cornell Glen.
En 2017, il participe à la Coupe de l'AFC avec l'équipe indienne de Mohun Bagan. Il inscrit deux buts lors de cette compétition.